# Streblosa bracteolata
Streblosa bracteolata är en måreväxtart som beskrevs av Elmer Drew Merrill. Streblosa bracteolata ingår i släktet Streblosa och familjen måreväxter. Inga underarter finns listade i Catalogue of Life.